# Pasolini (film)
Pasolini è un film del 2014 diretto da Abel Ferrara, incentrato esclusivamente sulle ultime ore di vita di Pier Paolo Pasolini.
Pasolini è interpretato da Willem Dafoe e il ruolo di Ninetto Davoli è di Riccardo Scamarcio. Nel cast è presente anche lo stesso Davoli, nel ruolo di Eduardo De Filippo.
Il film, che ha partecipato alla 71ª Mostra internazionale d'arte cinematografica di Venezia e al Toronto International Film Festival e i cui dialoghi sono in tre lingue (italiano, francese, inglese), mostra episodi reali ed immagini dal sapore onirico di scene immaginate dallo stesso Pasolini nelle sue opere.

## Trama
Poeta, scrittore, sceneggiatore, regista, drammaturgo, intellettuale e pensatore, Pasolini è stato un artista completo, innovativo, studioso osservatore della società del secondo dopoguerra italiano. Tra immagini di vita reale - le sue ultime interviste, i colloqui con i suoi amici, da Davoli a Laura Betti - e delle sequenze oniriche - che narrano brani del suo romanzo incompiuto Petrolio e il soggetto di un film fantastico allegorico che avrebbe dovuto essere interpretato da Eduardo De Filippo - si delinea un personaggio al centro di polemiche e scandali a causa delle sue idee radicali e della sua omosessualità. Il tragico epilogo all'Idroscalo di Ostia rimane un mistero ancora oggi.

## Distribuzione
Il film è stato distribuito nelle sale italiane il 25 settembre 2014 dalla Europictures.
In Italia il film ha avuto un buon successo come negli Stati Uniti.

## Curiosità
- Laura Betti (Maria De Medeiros) narra del suo ultimo lavoro girato in Croazia con il regista ungherese Miklós Jancsó ovvero il controverso Vizi privati, pubbliche virtù.
- L'ambientazione è pertinente con la vicenda mentre le opere immaginate da Pasolini sono trasposte nel 2014, epoca della realizzazione del film, per esempio il treno imbrattato di graffiti che fa ingresso a Roma[1].
- L'incontro fatale tra lo scrittore e il giovane Giuseppe Pelosi si svolge in via Giolitti anziché in Piazza dei Cinquecento, entrambe a ridosso della Stazione di Roma Termini.
- Il film riporta l'omicidio quale opera di balordi rapinatori degenerato in violenza omofoba, ipotesi diversa da altre versioni.[2]